# Psychoda zigzagensis
Psychoda zigzagensis és una espècie d'insecte dípter pertanyent a la família dels psicòdids.

## Distribució geogràfica
Es troba a les illes Filipines.